# Goethe Nationalmuseum
Le Musée national Goethe (Goethe-Nationalmuseum) est un musée situé à Weimar, en Allemagne.
Le musée, géré par la Klassik Stiftung Weimar, comprend l'ancienne maison de Johann Wolfgang von Goethe (1749-1832), y compris le jardin et une extension.

## Histoire

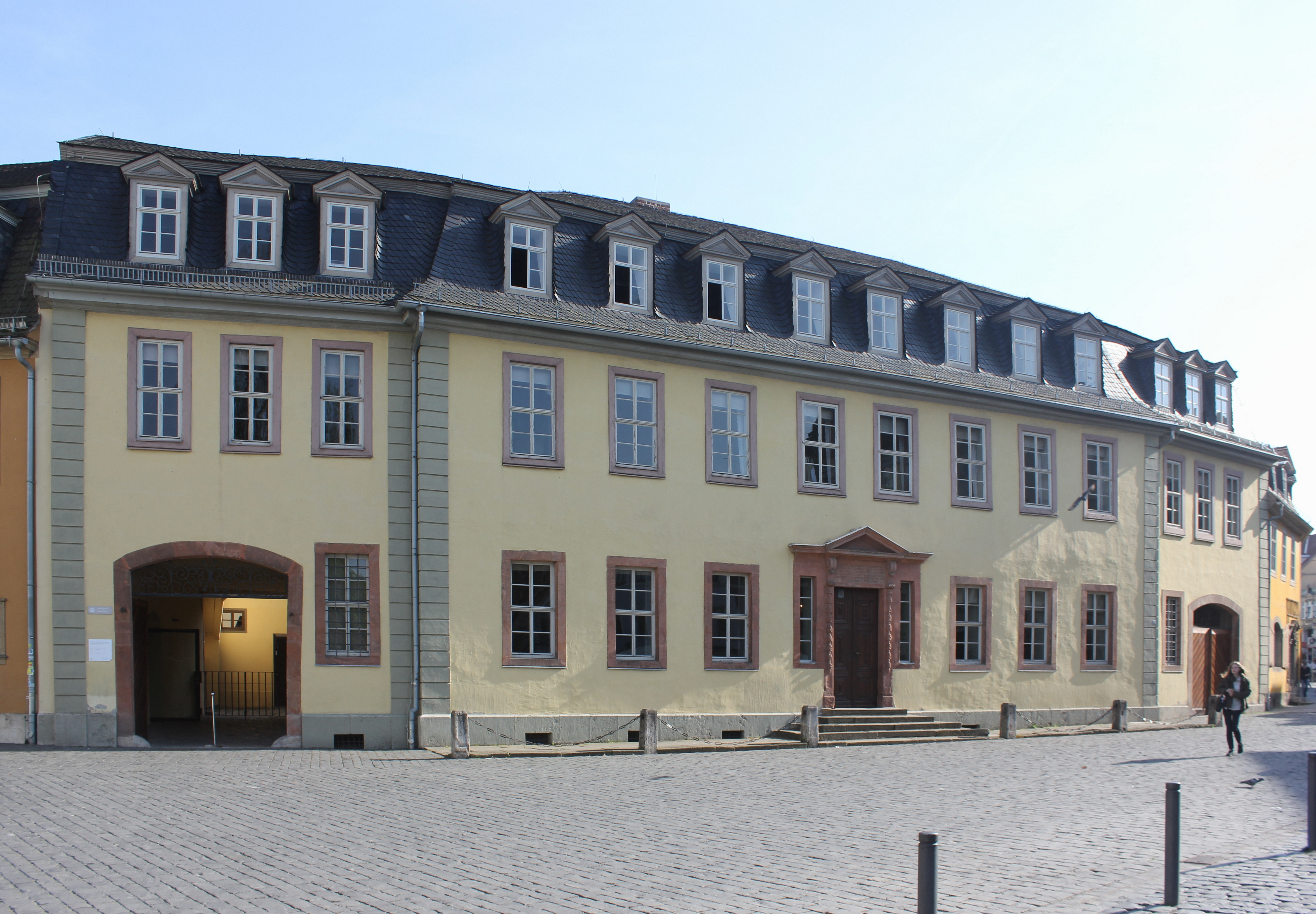
La maison de Goethe.

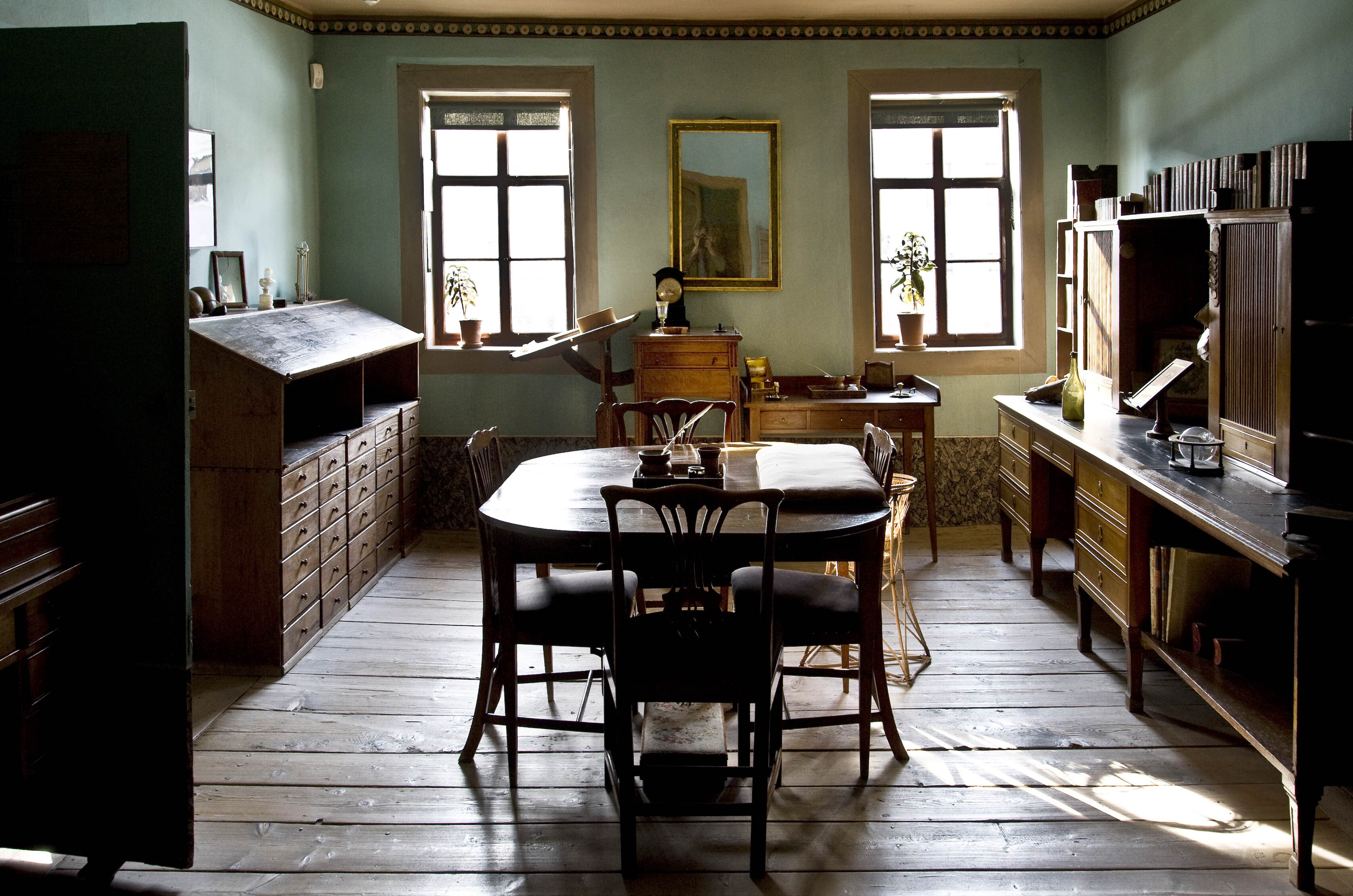
L'étude de Goethe.

Le musée national de Goethe est fondé à Weimar le 8 août 1885 sous forme d'une fondation. L'occasion fut la mort du dernier petit-fils de Goethe, Walther von Goethe. Selon sa volonté, la propriété et les collections du poète ont été transférées à la Maison grand-ducale. La maison de Goethe sur le Frauenplan, y compris le jardin de la maison, a ouvert ses portes en tant que « musée national Goethe », ce qui était déjà prévu en 1842/1943 dans le cadre d'une initiative des princes allemands sous la direction du roi de Prusse Friedrich Wilhelm IV pour fonder le premier musée national allemand (résolution du Bundestag allemand à Francfort-sur-le-Main du 9 septembre 1842).

## Collection
La base des collections du musée est constituée par les collections de Goethe sur l'art et les sciences naturelles et sa bibliothèque, ainsi que par environ 2 000 dessins de sa main. Aujourd'hui, l'inventaire comprend environ 100 000 pièces avec un accent sur le classicisme de Weimar.

## Association d'amis
Le Musée national de Goethe est soutenu par sa propre association de soutien, le Freundeskreis des Goethe-Nationalmuseums.